# Ahal welaýaty
Ahal welaýaty (früher russisch Ашхабадская область Aschchabadskaja Oblast) ist eine der fünf Provinzen Turkmenistans.
Die Provinz liegt südlich zentral im Land und grenzt an den Iran und Afghanistan. Die turkmenische Hauptstadt Aşgabat wird von ihr umschlossen, bildet aber verwaltungstechnisch einen eigenen Hauptstadtdistrikt (Aşgabat şäheri). Hauptstadt der Provinz war bis 2022 Änew, seit ihrer Ausgliederung aus Aşgabat ist es die 2022 gegründete Nachbarstadt Arkadag.
Im Süden wird die Provinz vom Karakumkanal durchquert, dort liegt auch der Schwerpunkt der Bevölkerung. Im Norden hat sie Anteil an der Karakum-Wüste.
Die Fläche beträgt 97.160 km², die Einwohnerzahl (2005) rund 940.000, somit ergibt sich eine Bevölkerungsdichte von rund 9,7 Einwohnern/km².
Zu den größten Städten der Provinz zählen die Provinzhauptstadt Änew, Abadan, Bäherden, Büzmeýin und Tejen.